# Отаже
Отаже (фр. Hautaget) насеље је и општина у јужној Француској у региону Миди Пирене, у департману Горњи Пиринеји, која припада префектури Бањер де Бигор.
По подацима из 2011. године у општини је живело 50 становника, а густина насељености је износила 37,04 становника/km². Општина се простире на површини од 1,35 km². Налази се на средњој надморској висини од 550 метара (максималној 630 m, а минималној 481 m).

## Демографија
| 1962. | 1968. | 1975. | 1982. | 1990. | 1999. | 2011. |
| ----- | ----- | ----- | ----- | ----- | ----- | ----- |
| 50    | 59    | 55    | 43    | 30    | 31    | 50    |

График промене броја становника у току последњих година